# Marguerite de Savoie (1851-1926)
Pour les articles homonymes, voir Marguerite de Savoie.
 (juillet 2025).
Si vous disposez d'ouvrages ou d'articles de référence ou si vous connaissez des sites web de qualité traitant du thème abordé ici, merci de compléter l'article en donnant les références utiles à sa vérifiabilité et en les liant à la section « Notes et références ».
Titre
Reine d'Italie
9 janvier 1878 – 29 juillet 1900
(22 ans, 6 mois et 20 jours)
Signature
Marguerite Thérèse Jeanne de Savoie-Gênes, princesse de Savoie (en italien, Margherita Teresa Giovanna di Savoia-Genova, principessa di Savoia), (Turin, 20 novembre 1851 – Bordighera, 4 janvier 1926), est reine d'Italie de 1878 à 1900. Épouse du roi Humbert Ier, elle est la mère du roi Victor-Emmanuel III.
La mondialement célèbre pizza Margherita a été créé en son honneur en 1889.

## Famille

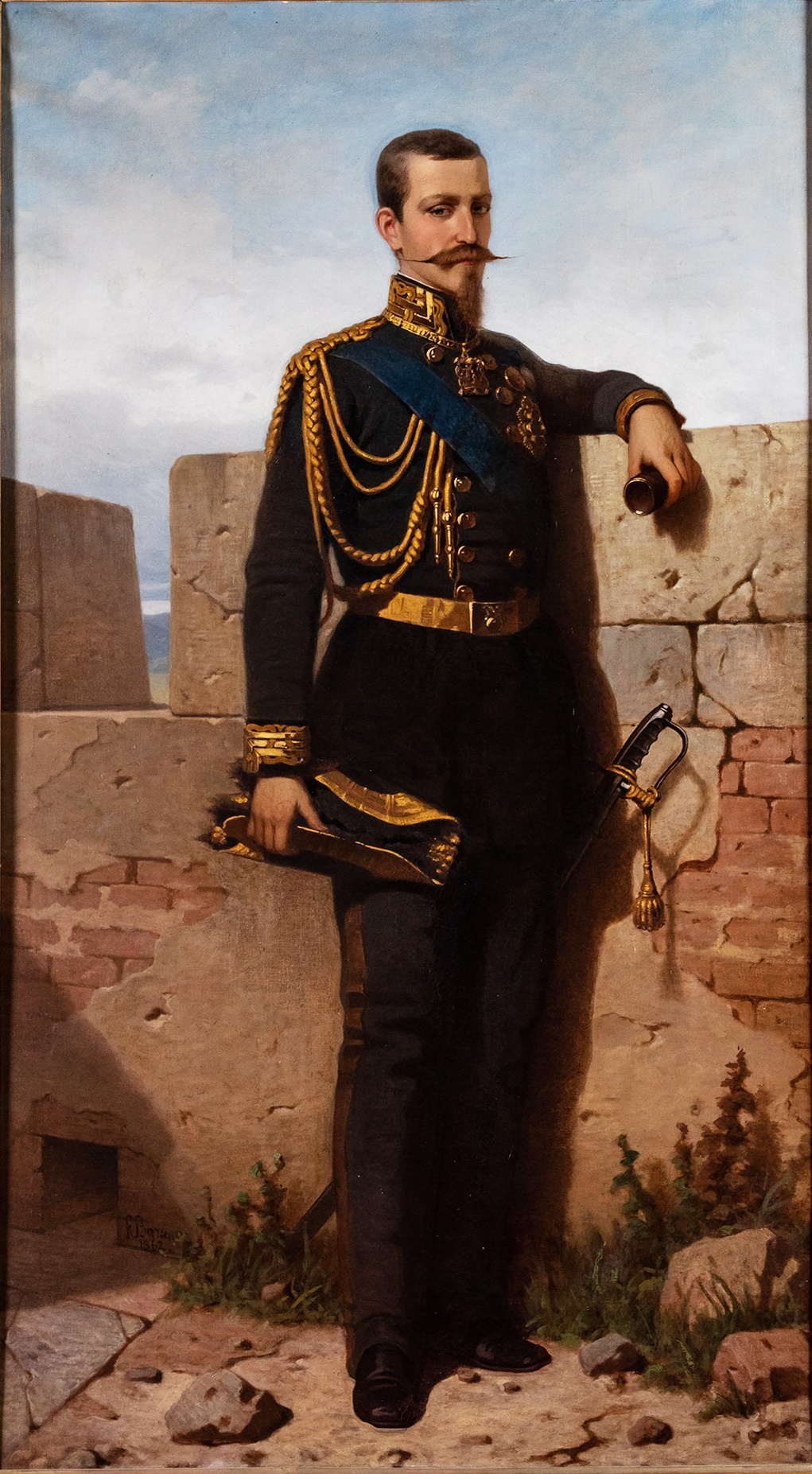
Ferdinand de Savoie (1822-1855), 1er duc de Gênes, père de Marguerite de Savoie-Gênes, princesse de Savoie.

Nièce du roi Victor-Emmanuel II, la princesse Marguerite est la fille de Ferdinand de Savoie, duc de Gênes, et d'Élisabeth de Saxe.
Elle appartenait à la maison de Savoie, comme son époux le roi Humbert Ier, qui est son cousin germain ; en effet, tous deux sont les petits-enfants de Charles-Albert de Savoie, roi de Sardaigne, et de Marie-Thérèse de Habsbourg-Toscane.

## Biographie
Elle n'a pas encore dix ans quand, après deux années de guerre, son oncle est proclamé roi d'Italie après avoir conquis la péninsule en 1861. En 1866, allié de la Prusse contre l'Autriche, il est vaincu mais la défaite de l'Autriche face à la Prusse lui permet d'annexer la Vénétie. En 1870, la défaite de la France, protectrice des Etats pontificaux, face à la Prusse lui permet d'annexer le Latium et de fixer la capitale de l'Italie à Rome. Le pape Pie IX se considère comme prisonnier de fait à l'intérieur du palais du Vatican. Bien que victorieux, le souverain du nouveau royaume d'Italie est méprisé par ses pairs, qui lui reprochent d'avoir dépouillé de leurs possessions le pape, mais aussi le roi des Deux-Siciles, le grand-duc de Toscane, les ducs de Parme et de Modène[réf. nécessaire], tous membres des dynasties catholiques de Bourbon et de Habsbourg-Lorraine.
En 1866, le roi demande la main d'une infante d'Espagne pour son second fils, le duc d'Aoste. La reine d'Espagne lui oppose une fin de non-recevoir et pour bien marquer son soutien à la cause catholique donne sa fille à une prince de la maison des Deux-Siciles. Aussi le mariage du prince héritier devient-il un problème épineux, le roi redoutant un affront diplomatique de la part de ses pairs, les souverains catholiques. Un rapprochement avec l'Autriche fut envisagé mais la mort prématurée et tragique de la jeune archiduchesse Mathilde de Teschen mit un terme aux suppositions. Victor-Emmanuel se tourna alors vers sa propre famille et en tant que chef de famille choisit pour son fils sa nièce, Marguerite de Savoie-Gênes, orpheline de père dont la mère vivait en disgrâce pour avoir contracté après son veuvage une union morganatique, avec le marquis Nicolò Giuseppe Rapallo.
Le 21 avril 1868, elle épousa son cousin germain Humbert Ier d'Italie (1844-1900), couronné roi le 9 janvier 1878. Ils n'eurent qu'un enfant : Victor-Emmanuel, prince de Naples (1869-1947), le futur Victor-Emmanuel III.
La reine Marguerite était connue pour être une protectrice des arts et des lettres. Blonde et avec une allure très majestueuse, la jeune Marguerite développa un esprit très religieux et conservateur. Elle fut l'élève de Francesco Paolo Tosti. Elle fonda diverses sociétés culturelles, dont la Società del Quartetto et la Casa di Dante, et fut la bienfaitrice de plusieurs œuvres comme la Croix-Rouge. Carducci écrivit en son honneur l’Ode alla regina d'Italia. Elle fut donc très populaire auprès de la plus grande majorité des Italiens, bien qu'elle approuvât sans réserve la violente répression des révoltes de Milan de 1898, dues à la misère de la classe populaire, sur ordre du général Bava-Beccaris.
En 1896, le prince héritier épousa la princesse Hélène de Monténégro. Le roi Humbert Ier fut assassiné en 1900.
La reine mourut le 4 janvier 1926 dans sa villa à Bordighera et, le 10 janvier, sa dépouille mortelle fut transférée à Rome pour être inhumée, comme son époux, à la basilique Santa Maria ad Martyres, le Panthéon.

## Curiosités
Le nom de « Margherita » est passé à la postérité lorsque, en 1889, un artisan créa la pizza Margherita en son honneur. Cette nouvelle pizza avait pour particularité de présenter les trois couleurs du récent drapeau de l'Italie unifiée : vert, blanc, rouge. En 1879, les Siennois avaient baptisé de son nom une variété de panforte.
Passionnée d'alpinisme, Marguerite de Savoie s'est rendue régulièrement à Gressoney-Saint-Jean dans la vallée du Lys pour ses vacances, où elle fit bâtir sa résidence, le château Savoie. Elle fut la première femme à escalader le mont Rose, quatrième sommet des Alpes. Pour cette ascension elle fit bâtir la cabane Reine-Marguerite, inaugurée le 18 août 1893, qui est encore aujourd'hui le plus haut refuge d'Europe (4 554 m).
Le 4 avril 1940, la ville de Bordighera a inauguré une statue de la reine en marbre blanc réalisée par le sculpteur Italo Griselli (1880-1950). Elle est située aux pieds de la pineta del capo, tout près de l'église Saint Ampelio.
Les marais salants situés à Margherita di Savoia, dans les Pouilles, ont été renommés ainsi en 1879 en l'honneur de Marguerite de Savoie.

## Distinctions
- 2 décembre 1868 : dame grand-croix de l'ordre de Sainte-Catherine
- 1871 : dame de l'ordre de la Reine Marie-Louise
- Dame de l'ordre royal de Sainte-Isabelle de Portugal
- Dame de l'ordre de la Croix étoilée
- Dame de l'ordre de Thérèse